# Benneth Thyr

## Benneth Thyr
Sten Benneth Thyr,  född 4 september 1971 i Söderhamns församling är en svensk företagare och ordförande för partiet Landsbygdspartiet oberoende.